# توان اسمزی

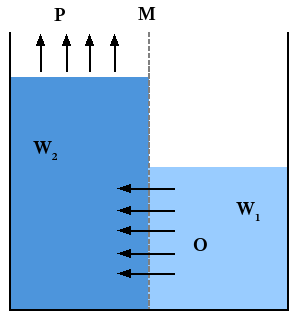
شکل شماتیک اسمز

توان اسمزی یا توان گرادیان شوری انرژی موجود از اختلاف در غلظت نمک بین آب دریا و آب رودخانه است.
دو روش عملی برای این موضوع الکترودیالیز معکوس (RED) و فشار اسمزی با غشاهاب تأخیری (PRO) می‌باشند.
این محصول زائد کلیدی، آب بد (شور) مزه است. این محصول جانبی، نتیجه نیروهای طبیعی مهار شده‌است :جریان آب شیرین به درون دریاها که حاصل از آب شور می‌باشد. روش تولید نیرو به وسیله فشار اسمزی تأخیری به وسیله پروفسور Sidney loeb در سال ۱۹۷۳ در دانشگاهNegev-Beersheba,Ben-Gurion اسرائیل ابداع شد.
این ایده با مشاهده جریان رودخانه به درون دریای اردن به ذهن پروفسورloeb رسید.
او می‌خواست از انرژی ترکیب۲ مولکول آبی) یکی رودخانه jordan ودیگری دریای مرده (بهره‌برداری کند که در این فرایند ترکیب طبیعی به هدر می‌رفت. پروفسور Loeb در سال ۱۹۷۷موفق به ابداع یک روش تولید نیرو به وسیله موتور حرارتی الکترودیالیز شد. این تکنولوژی‌ها در شرایط آزمایشگاهی تأیید شده‌اند. آن‌ها در Norway(PrO),Netherlands(RED) به لحاظ استفاده تجاری توسعه یافتند هزینه غشار یک مانع بود. یک غشای جدید کم هزینه تر، بر مبنای یک پلاستیک پلی اتیلن تعدیل یافته به لحاظ الکتریکی، برای استفاده تجاری بالقوه آماده شد. روش‌های دیگر مطرح شده‌اند و اخیراً توسعه یافته‌اند. در بین آن‌ها روشی بر مبنای تکنولوژی خازن دو لایه الکتریکی و روشی بر مبنای اختلاف فشار بخار وجود دارند.
اولین نیروگاه توان اسمزی جهان با ظرفیت 4kw به وسیله Statkraft در ۲۴ نوامبر سال ۲۰۰۹درTofteافتتاح شد این نیروگاه از طرح اصلی پیشنهاد شده به وسیله Loeb استفاده می‌کند. این نیروگاه از پلیمر به عنوان یک غشا استفاده می‌کند و قادر به تولید 1w/m غشا می‌باشد. این میزان از نیرو با جریان آب از غشای 10 l/s در فشار 1mpa حاصل می‌شود. افزایش فشار و میزان جریان آب باعث افزایش خروجی نیرو می‌شوند؛ فرضاً، خروجی نیروگاه SGP به سادگی دو برابر می‌شود.

## مبانی توان گرادیان شوری
اسمز کندشده فشار، توان گرادیان شوری یک جایگزین انرژی تجدید پذیر خاص است که نیروی تجدید پذیر و پایدار را با استفاده از فرایندهای طبیعی ایجاد می‌کند. این اقدام انتشار دی‌اکسید را آلوده یا آزاد نمی‌سازد (روش‌های فشار بخار هوای محلول حاوی در فشارهای پایین را آزاد می‌سازند –این گازهای غیرقابل میعان می‌توانند دوباره ولی با انرژی حل شوند) همچنین همان‌طور که به وسیله Finley و Jones در مقاله آن‌ها (توسعه نیروی گرادیان شوری) بیان شده‌است. اساساً هیچ هزینه سوختی وجود ندار انرژی گرادیان شوری بر مبنای کاربرد منابع اختلاف فشار اسمزی بین آب شیرین و آب دریا است.
تمام انرژی پیشنهاد شده برای استفاده از تکنولوژی گرادیان شوری بر تبخیر برای جداسازی آب از نمک متکی است. فشار اسمزی پتانسیل شیمیایی محلول‌های غلیظ و رقیق نمک است. با توجه به روابط بین فشار اسمزی بالا و پایین محلول‌های دارای غلظت بالاتر نمک دارای فشار بالاتری می‌باشند. تولیدات متفاوت نیروی گرادیان شوری وجود دارند ولی یکی ازمتداول‌ترین آن‌ها فشار اسمزی تأخیری PROا ست. در آب دریا به اتاق فشار پمپاژ می‌شود که در آن فشار پایین‌تر از اختلاف بین فشار آب شیرین وشور است آب شیرین در یک غشای نیم تراوا حرکت می‌کند و حجم آن دو اتاق افزایش می‌یابد. فشار در اتاق برای تولید جریان الکتریسیته چرخش توربین را افزایش می‌دهد. Brau در مقاله خود بیان می‌دارد که شناخت این فرایند به روش تجزیه آسان است. ۲محلول A آب شور، B آب شیرین به وسیله یک غشااز یکدیگر جدا می‌شوند او می‌گوید، تنها مولکول‌های آب می‌توانند از غشای نیمه تراوا عبور کنند دو عنوان نتیجه اختلاف فشار اسمزی بین هر دو محلول، آب از محلول B از طریق غشا پخش می‌شود (با هدف رقیق سازی محلول). فشار توربین را به حرکت درمی‌آورد و ژنراتور تولیدکننده انرژِی الکتریکی را به راه می‌اندازد ممکن است مستقیماً از فشار اسمزی برای پمپاژ آب شیرین به دریا استفاده شود اخیراً این کار با استفاده از پمپ‌های الکتریکی انجام شده‌است.

## بهره‌وری
پژوهش اخیر در زمینه بهره‌وری از دانشگاه نشان می‌دهد که بیشترین استخراج در PRO فشار ثابت با بک محلول آب دریا و محلول آب رودخانه h/m .75 KW است در حالی که انرژی آزاد شده ترکیبی 0.81KWh/m است-بهره‌وری استخراج ترمودینامیک ۹۱٫۱٪.

## روش‌ها
در حالی که مکانیک ومفاهیم نیروی گرادیان شوری همچنان در دست بررسی قرار دارند منبع نیرو در مکان‌های مختلفی اجرا شده‌است بیشتر این مکان‌ها آزمایشی می‌باشند؛ ولی عمدتاً تا کنون موفق بوده‌اند شرکت‌های مختلفی که از این نیرو استفاده می‌کنند نیز این کار را به روش‌های مختلفی انجام داده‌اند همان‌طور که مفاهیم و فرایندهای متعددی وجود دارند که این نیرو را از گرادیان شوری تولید می‌کنند.

### روش اول
فشار اسمزی تأخیری یک روش برای استفاده از انرژی گرادیان شوری فشار اسمزی تأخیری نام دارد. در این روش آب دریا به اتاق فشار پمپاز می‌شود که در فشاری پایین‌تر از اختلاف بین فشارهای آب شورو آب شیرین قرار دارد، آب شیرین نیز از طریق یک غشا به درون اتاق فشارپمپاز می‌شود که هم حجم وهم فشار اتاق را افزایش می‌دهد. با تعدیل اختلافات فشار توربین می‌چرخد و انرژی جنبشی ایجاد می‌کند. این روش به لحاظ علمی تحت بررسی Norwegiam Utility Statkraft قرار دارد که تا 25TWh/yr از این فرایند را محاسبه کرد ه است که در نروژ در دسترس می‌باشد Statkraft سازنده اولین نیروگاه نیروی اسمزی نمونه در جهان در فلات Oslo است که به وسیله شاهزاده Mette-marit نروژدر۲۴نوامبرسال ۲۰۰۹افتتاح شد. هدف آن تولید جریان الکتریسیته کافی برای روشنایی و گرمایی یک شهر کوچک طی ۵ سال به وسیله فشار اسمزی است. در ابتدا ۴ کیلووات تولید می‌کند؛ که برای گرم کردن یک کتری الکتریکی بزرگ کافی است ولی در سال ۲۰۱۵ هدف ۲۵مگاوات است –مشابه یک مزرعه بادی کوچک الکترودیالیز معکوس.

### روش دوم
دومین روش توسعه یافته و بررسی شده الکترودیالیز معکوس یا دیالیز معکوس نام دارد که اساساً ساخت یک باتری نمکی است. این روش به وسیله Leitz و Weinstein شرح داده شد "مجموعه‌ای از آنیون جایگزین و غشا تبادل کاتیونی می‌تواندبرای تولید برق از انرژی آزاد شده از آب رودخانه‌ها و دریا مورد استفاده قرار گیرد ". تکنولوژی مربوط به این نوع از نیرو همچنان در مراحل اولیه خود قرار دارد اگر چه این اصل در دهه ۱۹۵۰ کشف شد. استانداردها و درک کاملی از تمام روش‌ها ی کاربرد گرادیان‌های شوری اهداف مهم بادوام تر نمودن این منبع انرژی پاک در آینده می‌باشند. روش خازنی.

### روش سوم
سومین روش روش خازنی Doriano Brogioli است که نسبتاً جدید است و تا کنون در مقیاس آزمایشگاهی مورد بررسی واقع شده‌است. با این روش انرژی می‌توان آب شور و آب شیرین به وسیله شارژچرخه‌ای الکترودها در تماس با آب شور به دنبال تخلیه در آب شیرین استخراج شود. از آنجایی که میزان انرژی الکتریکی مورد نیاز در طول وهله شارژ کمتر از میزان انرژی خارج شده در طول مرحله تخلیه است هر چرخه کامل به‌طور مؤثری انرژی تولید می‌کند. توزیع بصری این تأثیر این است که تعداد زیادی از یون‌ها در آب شور به‌طور مؤثری شارژ روی هر الکترود را با ایجاد یک لایه نازک از شارژ مخالف بسیار نزدیک به سطح الکترود با نام دو لایه الکتریکی خنثی می‌سازند؛ بنابراین ولتاژ الکترودها در طول مرحله شارژ پایین است و شارژ نسبتاً آسان است. بین وهله شارژ و تخلیه الکترودها در تماس با آب شیرین قرار می‌گیرند پس از این با افزایش ولتاژ الکترودها یون‌های کمتری برای خنثی سازی شارژ روی هر الکترود وجود دارند. مرحله تخلیه قادر به تولید میزان نسبتاً بالایی از انرژی است.
یک توزیع فیزیکی این است که بر روی یک خازن شارژ شده به لحاظ الکتریکی نیروی الکتریکی دو طرف جاذب بین شارژ الکتریکی بر روی الکترود و شارژ یونی در مایع وجود دارد. برای دور کردن یون‌ها از الکترود شارژ شده باید از فشار اسمزی استفاده کرد این کار انرژی بالقوه الکتریکی در خازن را افزایش می‌دهد یک توضیح الکترونیکی این است که ظرفیت خارنی تابعی از تراکم یون است. با ارائه گرادیان شوری و انتشار یون‌ها در خارج از خازن ظرفیت خازنی کاهش ولتاژافرایش می‌یابد چون ولتاژ برابر با نسبت شارژ ظرفیت خازنی است.

## اختلافات فشار بخار :چرخه باز و چرخه تبرید جذب (چرخه بسته)
هر دوی این روش‌ها بر غشاها متکی نمی‌باشد در نتیجه مغتضیات فیلتر سازی مانند طرح‌های PRO و DRE مهم نمی‌باشند. چرخه باز چرخه باز مشابه چرخه باز در تبدیل انرژی حرارتی اقیانوس OTEC است. عیب این دست و پاگیر توربین با قطر بزرگ (۷۵متر+)با کار کرد در فشار اتمسفر پایین برای استخراج نیرو بین آب با شوری کمتر و بیشتر می‌باشد.

## چرخه تبرید جذب (چرخه بسته)
با هدف نم‌گیری هوا در یک سیستم تبرید جذب اسپری آب بخار آب به عنوان یک واسطه در ترکیب آب شور آب شونده با استفاده از نیروی اسمزی حل می‌شود منبع نیروی اولیه حاصل از اختلاف گرمایی بخشی از چرخه موتور حرارتی ترمودینامیک است.

## حوضچه خورشیدی
در معدن Eddy Potash در نیومکزیکو از یک تکنولوژی با عنوان حوضچه خورشیدی گرادیان شور(SGSP) برای تأمین انرژی مورد نیاز معدن استفاده می‌شود. این روش نیروی اسمزی را مهار نمی‌سازد.
نور خورشید در کف حوضچه آب شور به عنوان گرما جذب می‌شود. از تأثیر انتقال طبیعی گرما با افزایش گرما با استفاده از اختلافات بین ۳ لایه تشکیل دهنده حوضچه با هدف جذب گرما جلوگیری می‌شود. منطقه حرارتی بالا بالاترین منطقه به دنبال آن منطقه گرادیان پایدار و سپس منطقه گرمایی کف قرار دارد منطقه گرادیان پایدار سپس مهم‌ترین منطقه است. آب شور نمی‌توانددر این لایه به منطقه بالاتر راه یابد چون آب شور در بالا دارای شوری کمتر و در نتیجه تراکم کمتر و خاصیت شناوری بیشتر است و نمی‌تواند در سطح پایین‌تر شناور شود چون این آب شور متراکم تر است. این منطقه میانی منطقه گرادیان پایدار به‌طور مؤثری به عنوان یک عایق برای لایه کف عمل می‌کند (اگر چه هدف اصلی مسدود ساختن انتقال گرمای طبیعی است چون آب عایق ضعیفی است). این آب از لایه پایین‌تر منطقه ذخیره به بیرون پمپاژ می‌شود و از گرما برای تولید انرژی استفاده می‌کند (معمولا به وسیله یک توربین در چرخ Rankine ارگانیک). به لحاظ نظری می‌توان از یک حوضچه خورشیدی برای تولید نیروی اسمزی با استفاده از تبخیر گرمای خورشیدی برای ایجاد گرادیان شوری استفاده کرد و انرژی بالقوه در این گرادیان شوری به‌طور مستقیم با استفاده از یکی از ۳ روش ابتدایی در بالا نظیر روش خازنی مهار می‌شود لوله‌های نانو نیتریدبور.
یک تیم تحقیقاتی با استفاده از نیترید بوریک سیستم آزمایشی ساختن که نیروی بیشتری نسبت به نمونه Statoil تولید می‌کند. این از غشای عایق الکتریکی نفوذ نا پذیر استفاده می‌کند که به وسیله یک لوله نانو نیتریدبور ساده با نظر خارجی چند نانومتر سوراخ شده‌است با استفاده از این غشا جداکننده منبع آب شور و منبع آب شیرین این تیم موفق به اندازه‌گیری جریان الکتریکی عبور کند از غشا با استفاده از ۲ الکترود غوطه ور در مایع نانو لوله‌ها شدند نتایج نشان داد که این دستگاه قادر به تولید جریان الکتریکی در نانوآمپر بود. محققان ادعا می‌کنند این ۱۰۰۰ برابر تکنیک‌های شناخته شده دیگر برای مهار انرژی اسمزی و ارائه نانو لوله‌های نیترید بور به عنوان راه حل مؤثر برای مهار انرژی گرادیان شوری برای نیروی الکتریکی کاربردی است. این تیم ادعا کردند که ۱متر مربع (۱۱فوت مربع) غشا می‌تواند در حدود 4KW و 30KW در هر سال نیرو تولید می‌کند.

## تأثیر محیطی منفی محتمل
محیط‌های دریا و رودخانه دارای اختلافات واضعی در کیفیت آب یعنی شوری می‌باشند. هرگونه از گیاه یا حیوان آبی برای بقا در محیط‌های دریا آب شور آب شیرین انتخاب شد. آن‌ها گونه‌هایی هستند که می‌توانند در هر ۲ محیط زنده بمانند ولی معمولاً این گونه‌ها در محیط آب خاص بهترین رشد را دارند محصول پسماند اصلی تکنولوژی گرادیان شوری آب شور است. با تخلیه آب شور در آب‌های اطراف در کمیت‌های زیاد بدون هیچ قاعده‌ای باعث نوسانات شوری می‌شود. در حالی که برخی تغییرات در شوری معمول است. به خصوص در جایی که آب شیرین (رودخانه‌ها) به اقیانوس یا دریا می‌ریزند از اهمیت این تغییرات برای آب شور و آب شیرین با افزودن آب‌های پسماند شور کاسته می‌شود.
تغییرات بیش از حد شوری در محیط آبی ممکن است به یافتن تراکم‌های پایین حیوانات و گیاهان در نتیجه عدم تحمل افت یا افزایش شدید شوری منجر شود. مطابق با این ایده‌ها احتمال تأثیر منفی باید با اپراتورای بنیادهای انرژی آبی بزرگ آینده در نظر گرفته شود. علاوه بر این برخورد و افزودن حباب در ساختارهای مصرف موضوع ناشی از حجم‌ها بزرگ آب رودخانه و دریا به کار گرفته شده در طرح‌های PRO و RED می‌باشند. ساختار مصرف تابع مقررات محیطی و تأسیسات نمک زدایی و نیرو است که از آب سطح استفاده می‌کنند. گاهی اوقات دست یابی به مجوزه آن‌ها در اژانس‌های محلی ایالتی حتی تا ۱۸ماه به طول می‌انجامد. در آخر برخی از دانشمندان پیش‌بینی کرده‌اند که اگر چین برداشت‌های آبیاری خود را از رودخانه بررسی نکند تمام رودخانه‌ها در چین حداقل در طول بخشی از سال ۲۰۲۵به اقیانوس نمی‌رسد. در حال حاضر، برای رودخانه مادر چین، رودخانه زرد، این اتفاق روی داده‌است. باید سرمایه‌گذاری در نیروی اسمزی در آینده طی دراز مدت مورد توجه قرار گیرد.